# Alcimus mimus
Alcimus mimus là một loài ruồi trong họ Asilidae. Alcimus mimus được Wiedemann miêu tả năm 1828. Loài này phân bố ở vùng nhiệt đới châu Phi.